# Actes de navegació
Les Actes de navegació (en anglès:Navigation Acts), van ser una sèrie de lleis angleses proctecionistes que restringien el comerç colonial a Anglaterra. Es van promulgar per primera vegada el 1651 pel parlament anglès sota el mandat d'Oliver Cromwell. Reflectien la política del mercantilisme, que cercava mantenir tots els beneficis del comerç dintre de l'Imperi i minimitzar la pèrdua d'or i plata als paÏsos estrangers. Van prohibir a les colònies negociar directament amb els Països Baixos, Espanya, França i les seves colònies. L'ordenança original de 1651 va ser renovada en les Actes successives durant la Restauració anglesa de 1660, 1663, 1670 i 1673, amb subsegüents esmenes més petites. Les Actes van constituir la base per al comerç exterior a l'estranger durant quasi 200 anys.
Els principals motius de les Actes de Navegació van ser el ruïnós deteriorament del comerç anglès després de la Guerra dels Vuitanta Anys i el consegüent aixecament dels embargaments espanyols sobre el comerç entre l'Imperi Espanyol i les Províncies Unides. El final dels embargaments el 1647, va desencadenar tot el poder de l'"Entrepôt d'Amsterdam" i d'altres avantatges competitives holandeses en el comerç mundial. En pocs anys, els comerciants anglesos van estar sota el poder del comerç de la Península Ibèrica, el Mediterrani i el Llevant; també el comerç amb les colònies angleses -parcialment encara a les mans dels realistes junt amb la guerra civil anglesa que era en les seves etapes finals i la Commonwealth d'Anglaterra que no havia imposat encara la seva autoritat a través de les colònies angleses- va ser absorbit pels comerciants holandesos. El comerç directe anglès va ser sufocat per una sobtada afluència de mercaderies pel Llevant, la Mediterrània, i els imperis espanyol i portuguès, amb les Índies Occidentals a través de l'Entrepôt holandès, portat en vaixells holandesos i per compte holandès.
La solució més pràctica semblava ser tancar els mercats anglesos i escocesos a aquestes importacions no desitjades. Un precedent era la llei que la Companyia de Grenlàndia havia obtingut del Parlament el 1645, que prohibia la importació de productes de balenes a Anglaterra, excepte als vaixells d'aquesta companyia. Aquest principi es va generalitzar ara. El 1648 la Levant Company va sol·licitar al Parlament la prohibició de les importacions de productes turcs: "... d'Holanda i d'altres llocs, sino directament dels llocs de la seva producció". Els comerciants bàltics van agregar les seves veus a aquesta petició. Al 1650, el Consell Permanent per al Comerç i el Consell d'Estat de la Commonwealth van preparar una política general destinada a impedir el fluix de productes mediterranis i colonials a través d'Holanda i Zelanda cap a Anglaterra.
En general, es van complir les Lleis de Comerç i Navegació, llevat de la Llei de Melassa de 1733, que va conduir un extens contraban perquè no es va proporcionar cap mig efectiu d'aplicació fins a la dècada de 1750. Una aplicació més estricta va ser la Llei del sucre de 1764 que es va convertir en una font de ressentiment de Gran Bretanya per als comerciants de les colònies americanes. Això alhora va ajudar a empènyer a les colònies per iniciar la Revolució Americana a la fi del segle xviii, encara que l'opinió consensuada entre els historiadors i economistes moderns és que els: «costs imposats als colons per les restriccions comercials de les Actes de Navegació van ser petits».

## Precedents històrics
Alguns principis de la legislació mercantil anglesa precedeixen el passatge de les Actes de navegació de 1651, com a acord de les seves primeres possessions estrangeres. Una llei aprovada pel rei Ricard II d'Anglaterra el 1381 va establir que, per augmentar la marina d'Anglaterra, no s'exportarien ni importarien mercaderies, sinó solament en vaixells pertanyents als súbdits del rei. Les cartes de patents concedides a la família Cabot - John Cabot i els seus tres fills- per Enric VII el 1498, estipulaven que el comerç resultant de les seves descobertes havia de ser amb Anglaterra, específicament a Bristol. Enric VIII d'Anglaterra va establir un segon principi per estatut, que aquest vaixell ha de ser de construcció anglesa i la majoria de la tripulació ha de ser d'origen anglès. La legislació durant el regnat d'Isabel I també va modificar aquests estatuts i va donar lloc a un gran augment per al comerç mercant anglès. Poc després que els assentaments reials s'havien realitzat a Amèrica, aquests requisits il·lustren la teoria anglesa aleshores sostinguda respecte del control governamental del comerç marítim.
Amb l'establiment de colònies d'ultramar es va començar a desenvolupar una política colonial diferent i els principis incorporats en les primeres Actes de Navegació també van tenir uns precedents més immediats en les disposicions de les cartes atorgades a la Companyia de Londres i Plymouth en les diverses patents reials concedides per Carles I i Carles II, així com als primers reglaments relatius al comerç del tabac, que va ser la primera exportació colonial rendible. Un decret del 24 d'octubre de 1621 va prohibir a la colònia de Virgínia exportar tabac i d'altres mercaderies a països estrangers. La Companyia de Londres va perdre el seu contracte de transport marítim el 1624; el mateix any una proclamació, seguida per ordres del consell, va prohibir l'ús de naus estrangeres per al comerç de tabac de Virgínia.

## Actes de navegació 1651
Les Actes de navegació va ser aprovada el 9 d'octubre de 1651 pel parlament Rump dirigit per Oliver Cromwell, i va autoritzar la Commonwealth a regular el comerç dintre de les colònies. L'estadista havia mort sobtadament, i els Estats d'Holanda estaven ara avergonyits per Cromwell d'haver pres la idea massa seriosament. Els anglesos van proposar la conquesta conjunta de totes les possessions espanyoles i portugueses restants. Anglaterra prendria Amèrica i els holandesos prendrien l'Àfrica i l'Àsia. Però els holandesos acabaven d'acabar la seva guerra amb Espanya i ja s'havien apoderat de la majoria de les colònies portugueses a l'Àsia, pel que van veure poc avantatge en aquest tracte i van proposar un acord de lliure comerç com a alternativa a una unió política plena. Això de nou era inacceptable per als britànics.
La Llei prohibia als vaixells estrangers transportar mercaderies des de fora d'Europa a Anglaterra o a les seves colònies, i prohibia als vaixells de tercers països transportar mercaderies d'un país d'Europa a Anglaterra. Aquestes normes es dirigien específicament als holandesos, que controlaven gran part del comerç internacional d'Europa i fins i tot gran part del transport marítim costaner d'Anglaterra. Va excloure els holandesos d'essencialment tot el comerç amb Anglaterra, perquè l'economia holandesa era competitiva amb els anglesos i no complementària, els dos països van intercanviar, per tant, pocs productes bàsics. Tanmateix, aquest comerç anglo-holandès només va constituir una petita fracció del total dels corrents comercials holandesos. La Llei s'esmenta sovint com una causa important de la Primera guerra Anglo-Holandesa, encara que només era part d'una política britànica més àmplia per emprendre una guerra després que les negociacions haguessin fracassat. Les victòries navals angleses de l'any 1653 (les batalles de Pòrtland, Gabbard i Scheveningen) van demostrar la supremacia de la marina de guerra de la Commonwealth en aigües casolanes. Tanmateix, més lluny d'aquestes aigües, els holandesos van predominar i van poder tancar el comerç anglès al Bàltic i el Mediterrani.
El Tractat de Westminster (1654) va donar fi al cul-de-sac. Els holandesos no van tenir la Llei derogada o esmenada, però sembla haver tingut relativament poca influència en el seu comerç. La llei oferia a Anglaterra solament un petit consol. No va poder limitar el deteriorament de la posició comercial d'Anglaterra en l'estranger, excepte en els casos en els quals la pròpia Anglaterra era el principal consumidor, com el comerç de vi de les Canàries i el comerç d'oli d'oliva de Puglia. En el comerç amb les Índies Occidentals, els holandesos van mantenir un gran activitat de "contraban", gràcies a la preferència dels plantadors anglesos per les mercaderies d'importació holandeses i al millor tracte que oferien els holandesos en el comerç del sucre. La colònia holandesa dels Nous Països Baixos va oferir una bretxa (a través del comerç intercolonial) prou àmplia com per poder conduir un carregament de tabac de Virgínia.